# Lucas-Madonna
De Lucas-Madonna of De heilige Lucas tekent de Madonna is een olieverfschilderij van Rogier van der Weyden uit circa 1435-1440. Het behoort tot de collectie van het Museum of Fine Arts in Boston. Er bestaan drie hoogwaardige kopieën van die rond 1500 zijn gemaakt. Door de slechte toestand waarin het zich bevindt, werd het schilderij in Boston pas in de loop van de twintigste eeuw als het origineel herkend. Het is een van de belangrijkste en invloedrijkste schilderijen van de Vlaamse Primitieven.

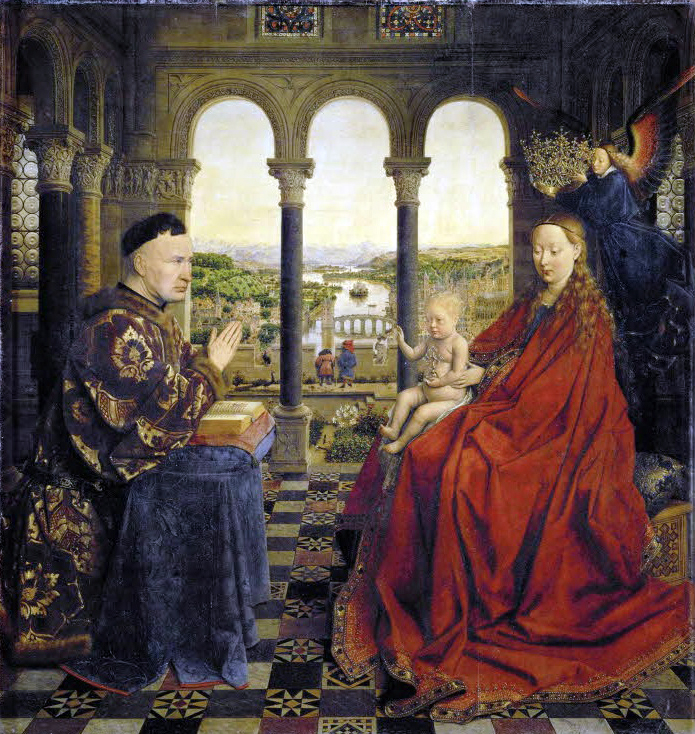
Jan van Eyck, Madonna met kanselier Rolin, ca. 1435, Louvre, Parijs

## Achtergrond
Volgens een Byzantijnse legende uit de zesde eeuw had de evangelist Lucas een schilderij gemaakt van de Heilige Maagd met de pasgeboren Verlosser, die het voorbeeld was voor alle latere portretten van de Madonna. In de middeleeuwen was hij dan ook de patroonheilige van de schilders. Mogelijk had Robert Campin, de leermeester van Rogier van der Weyden, al eerder een schilderij met dit onderwerp gemaakt, dat verloren is gegaan en dat te herkennen is in latere navolgingen van onder anderen Colijn de Coter. De compositie van de Lucas-Madonna is verder geïnspireerd op de veel kleinere Rolin-Madonna, die Jan van Eyck kort ervoor had gemaakt.
Andere 15e- en 16e-eeuwse kunstenaars beeldden Lucas vaak uit terwijl hij achter zijn schilderezel zat, maar Rogier van der Weyden laat zien hoe de schilders in zijn tijd echt te werk gingen: ze maakten eerst een gedetailleerde zilverstifttekening op geprepareerd papier en werkten die later in hun atelier uit tot een schilderij, zonder de aanwezigheid van de geportretteerde. We zien hoe Lucas lijn voor lijn het gelaat van Maria vastlegt en daarom kunnen we er zeker van zijn dat hij een ware gelijkenis produceert. In de 15e eeuw werd een van de schilderijen die Lucas vervolgens geproduceerd zou hebben, geïdentificeerd met de Notre-Dame de Grâce, een 14e-eeuwse kopie van een Italiaans-Byzantijnse icoon die uit Siena afkomstig was en in 1451 in de kathedraal van Cambrai werd geïnstalleerd. Later maakte Rogier er, waarschijnlijk met medewerking van een assistent, zijn eigen versie van (Museum of Fine Arts, Houston). Want zoals hij in het Kruisigingstriptiek, Braque-triptiek en het Laatste Oordeel het ware gelaat van Christus vastlegde op basis van prototypen van Robert Campin en Jan van Eyck, zo bleef hij ook zijn hele leven op zoek naar de ideale uitbeelding van de Madonna, waarvan de Lucas-Madonna zijn eerste serieuze poging was.
Dat Rogier van der Weyden zo de nadruk legde op de dagelijkse praktijk van het schildersvak, kan ermee te maken hebben dat hij het schilderij waarschijnlijk gemaakt heeft voor het Brusselse Sint-Lucasgilde, kort na zijn aanstelling als stadsschilder van Brussel in 1436. De Lucas op dit schilderij wordt dan ook vaak gezien als een geïdealiseerd zelfportret. Door Lucas, die gekleed is als geneesheer en geleerde, te laten tekenen benadrukt Rogier ook dat de schilderkunst een geestelijke, creatieve activiteit is en niet een ambacht dat louter handwerk vereist. De schilder stelt zich op deze manier gelijk aan de dichter.

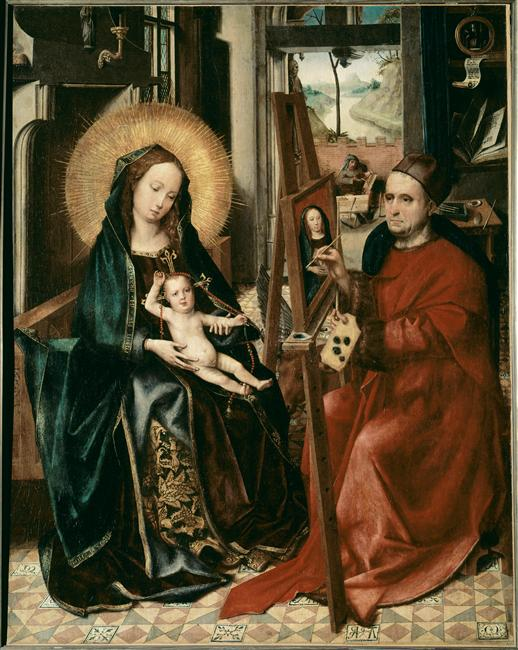
Een schilderende Lucas: Colijn de Coter (vrij naar Robert Campin ?), De heilige Lucas schildert de Madonna, ca. 1500, Notre-Dame, Vieure
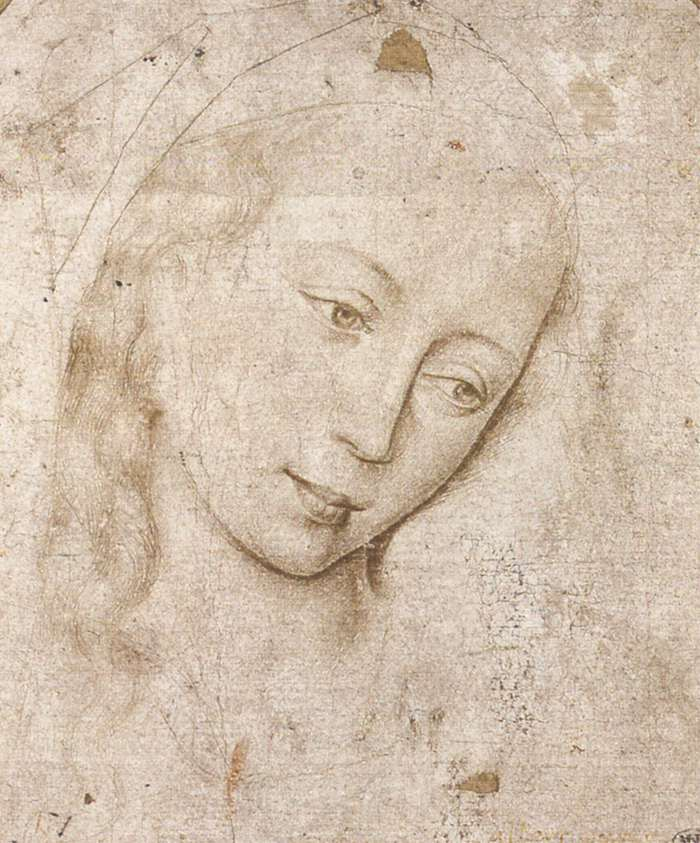
Atelier Rogier van der Weyden, Hoofd van de Madonna, Louvre, Parijs

## Voorstelling
Het tafereel speelt zich af in de woning van Lucas. In andere, zowel vroegere als latere voorstellingen schildert Lucas de Madonna op basis van een goddelijke inspiratie of een hemels visoen, maar in de 15e eeuw met zijn voorliefde voor alledaags realisme werd het gebruikelijk dat ze lijfelijk in zijn atelier aanwezig was. Rogier van der Weyden vermengt deze twee tradities. Maria verschijnt aan Lucas in een visioen dat zo realistisch en tastbaar is dat zijn werkplaats deels is veranderd in een hemels paleis. Dit is een verwijzing naar Maria's toekomstige tenhemelopneming en haar rol als koningin van de hemel, maar terwijl ze bij Jan van Eyck al wordt gekroond door een engel, beeldt Rogier haar vooral af als een herkenbare, menselijke moeder van God die haar zoon de borst geeft. Een troon met baldakijn is wel aanwezig maar ze zit vooralsnog, als teken van haar nederigheid, voor de troon op de voetenbank. Dit motief herinnert aan een schilderij uit de Flémalle-groep, waarop de zogende Maria voor de open haard zit.
Rechts op de achtergrond bevindt zich de werkkamer van Lucas waar hij zijn evangelie schrijft met aan zijn voeten de os, zijn traditionele symbool dat is ontleend aan de christelijke interpretatie van het visioen van Ezechiël. Uit de mond van de os verschijnt een banderol als verbeelding van de goddelijke inspiratie die hem tijdens het schrijven van het evangelie Gods woord influistert.  
De houding van Lucas – half knielend en bijna zwevend – lijkt op die van Gabriël in de voorstellingen van de annunciatie. Meestal komt Gabriël van links en bevindt Maria zich rechts. Omdat in het westen teksten en beeldreeksen van links naar rechts worden gelezen, wordt zo de suggestie dat hij aan komt vliegen versterkt. Door in de Lucas-Madonna de posities om te keren, heeft Rogier dit effect voorkomen en lijkt Lucas eerder ter plaatse te zweven. Zoals gebruikelijk verwerkt de kunstenaar minder symboliek in de architectuur van het decor dan Jan van Eyck. In dit geval beperkt hij zich tot een uitbeelding van de zondeval op de leuning van Maria's troon, als verwijzing naar de reden voor de komst van Christus op aarde, waarbij Christus en Maria werden gezien als de nieuwe Adam en Eva.
Achter het huis ligt een besloten tuin, de hortus conclusus, die evenals in bijvoorbeeld de Annunciatie van Melchior Broederlam Maria's maagdelijkheid symboliseert. De twee figuren die we op de rug zien en die bij Van Eyck twee anonieme mannen zijn, zijn door Van der Weyden geïndividualiseerd tot een echtpaar, dat met elkaar gesprek is en waarin Panofsky Maria's ouders Joachim en Anna meende te herkennen. Ze kijken uit over een rivier die naar de einder stroomt en waaraan een stad en een kasteel zijn gesitueerd.

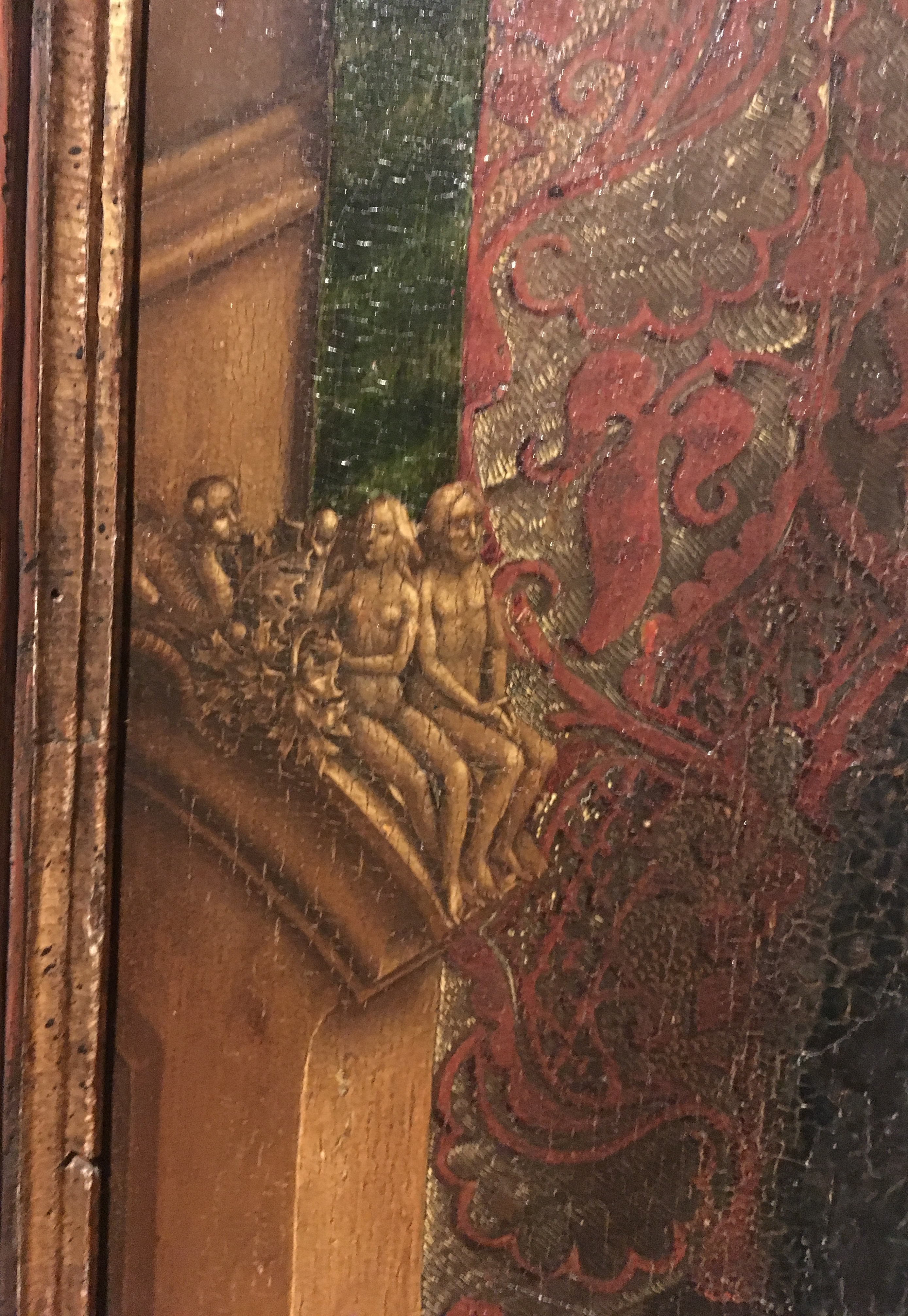
Detail met de zondeval
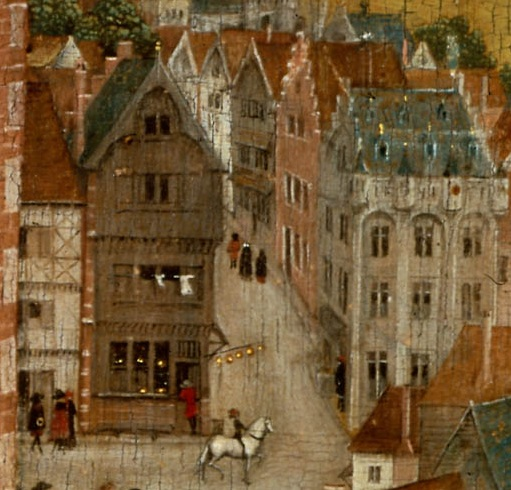
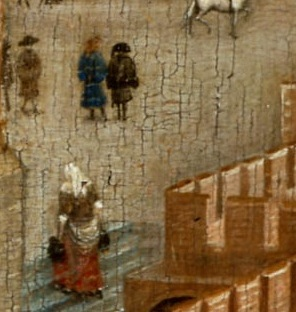

## Stijl en techniek

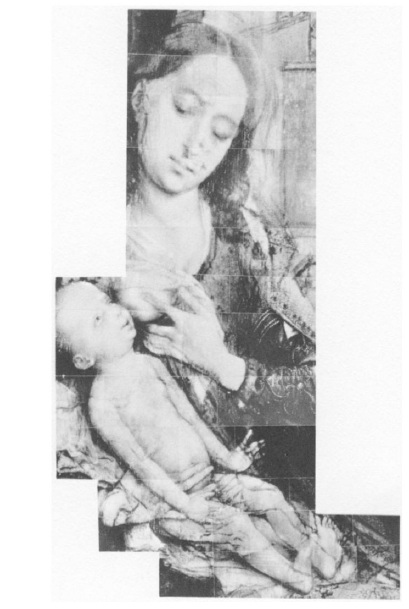
IRR-opname met de ondertekening van de Madonna met Kind

De figuren hebben de monumentaliteit van zijn Kruisafneming, maar het atmosferische clair-obscur is ontleend aan Jan van Eyck. De overeenkomsten in kleur en lichtval wijzen erop dat Rogier van der Weyden de Rolin-Madonna in het atelier van Jan van Eyck in Brugge moet hebben gezien en niet alleen een tekening naar dit schilderij. Hij heeft de figuren omgewisseld: de Madonna zit bij hem links en rechts staat de half-knielende Lucas, die de zittende kanselier Rolin vervangt. De positie van de kleuren – links blauw en rechts rood – is wel dezelfde gebleven.
Door zo nadrukkelijk Jan van Eyck na te volgen, komen juist de verschillen tussen de twee schilders naar voren. Jan van Eyck beeldt met behulp van subtiele kleurschakeringen en spiegelingen in het water de hele, oneindige wereld in al zijn facetten uit, terwijl bij Rogier het landschap eenvoudiger is uitgevoerd en vooral een kader en decor voor de figuren vormt. Rogier van der Weyden kon met dit schilderij – als in een vriendschappelijke rivaliteit – ook laten zien waarin hij beter was dan zijn oudere collega. Bij Jan van Eyck wordt de Madonna bijna bedolven onder de plooien van haar mantel, maar bij Rogier van der Weyden vormen Maria en Jezus een evenwichtige, anatomisch perfect uitgewerkte eenheid zonder overbodige franje. De Madonna is zowel een harmonieus deel van de compositie als een zelfstandige groep die ook afzonderlijk werd herhaald in andere werken en nagevolgd door latere kunstenaars. Ook de subtiele houding van de schijnbaar zwevende Lucas keerde in latere werken terug en bereikte ten slotte de perfectie van de Gabriël op het Columba-altaarstuk.
Uit de ondertekening, die met IRR zichtbaar is gemaakt, blijkt dat Rogier van der Weyden voor en tijdens het schilderen veranderingen heeft aangebracht in zijn zoektocht naar de beste oplossing. Zo was er eerst, in navolging van de kronende engel van de Rolin-Madonna, boven het hoofd van Maria een zwevende engel gepland die de baldakijn vasthoudt, maar die heeft hij uiteindelijk weggelaten. Verder zijn de stand van Maria's hoofd en de positie van Jezus' voeten licht gewijzigd. Ook het hoofd van Lucas heeft pas geleidelijk zijn definitieve vorm en houding gekregen. Verder heeft Rogier de dieptewerking versterkt door de delen van de mantels die over de vloer zijn uitgespreid te verkleinen, waardoor er meer van de vloer zichtbaar is en de ruimtelijke relatie tussen de figuren duidelijker wordt. Ook in de achtergrond is door diverse aanpassingen de perspectivische werking van de gebouwen en de rivier vergroot.

## De drie kopieën
Er bestaan drie hoogwaardige kopieën van het schilderij, die rond 1500 zijn gemaakt, mogelijk op verzoek van kunstliefhebbers die een zo nauwkeurig mogelijke facsimile van het werk wensten. Een andere mogelijkheid is dat ze werden gemaakt voor Lucasgilden in andere steden. De drie kopieën bevinden zich in München, Sint-Petersburg en Brugge.

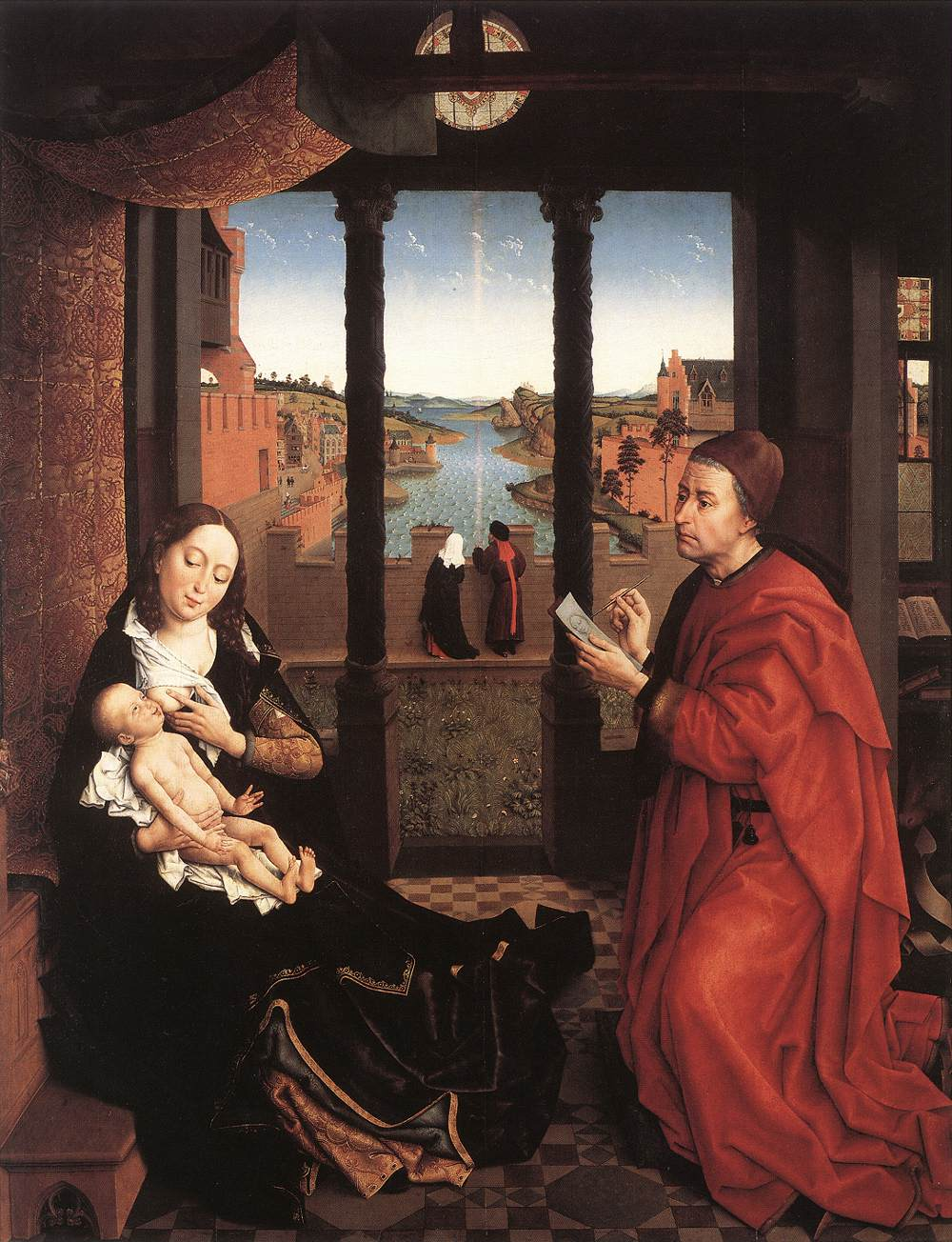
Groeningemuseum, Brugge
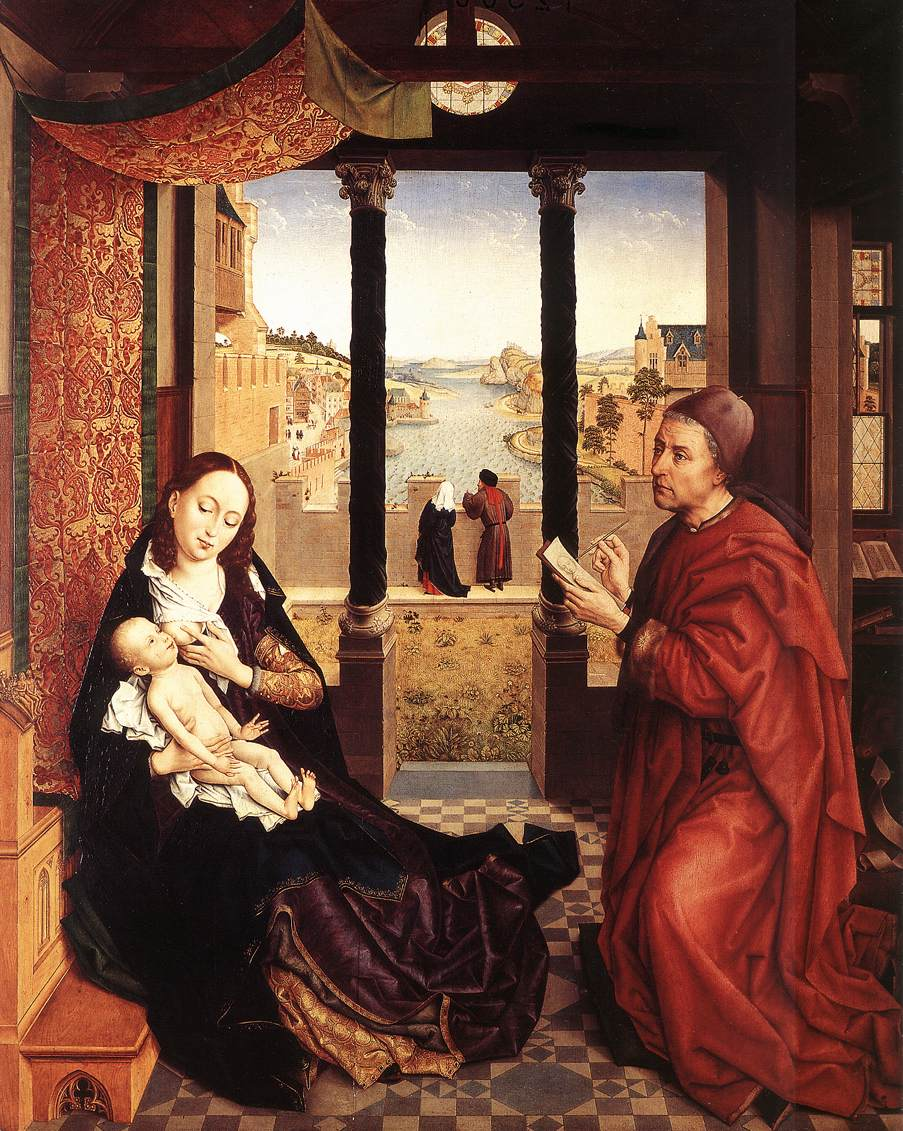
Alte Pinakothek, München
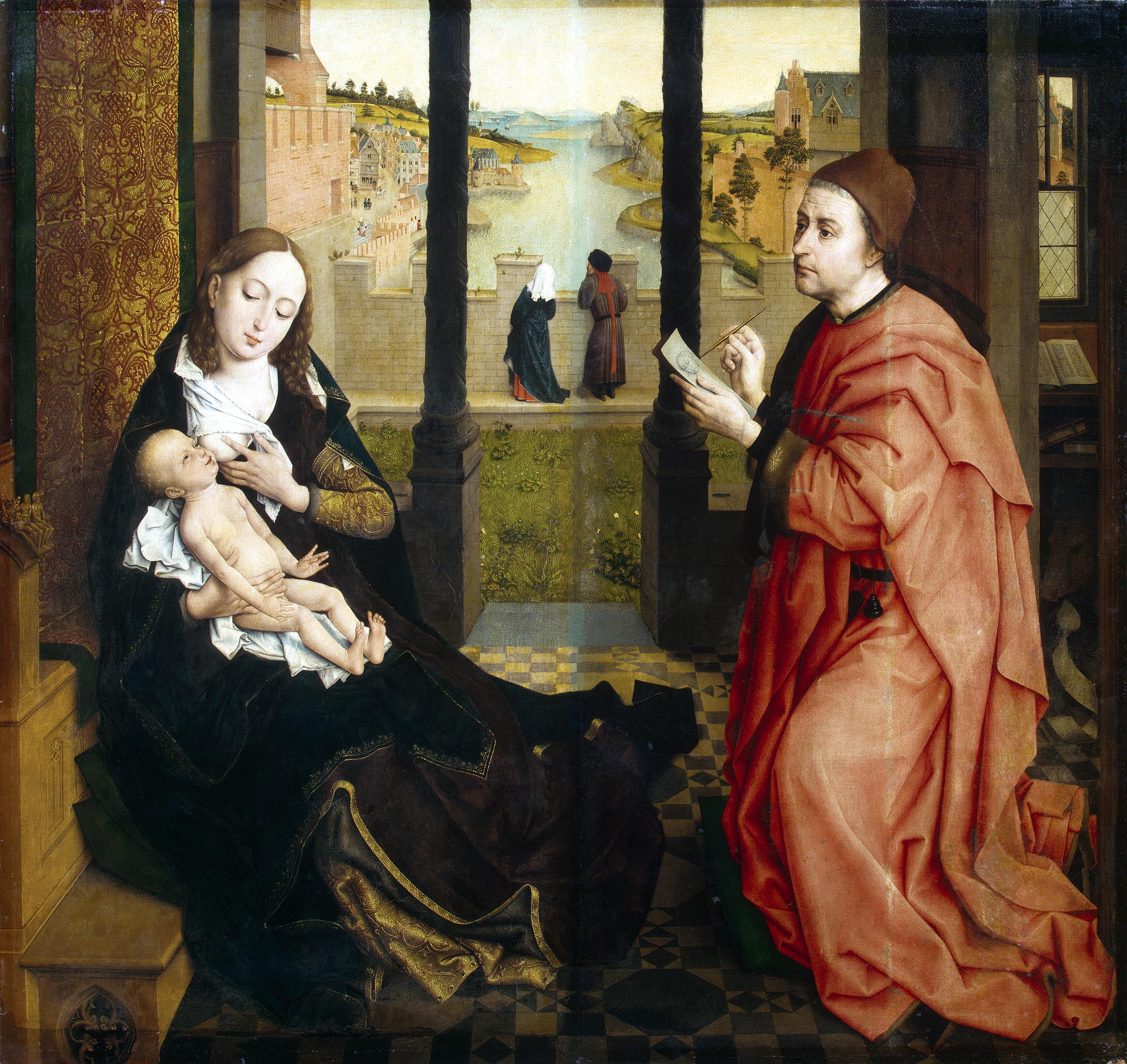
Hermitage, Sint-Petersburg

## Verwante werken en navolging

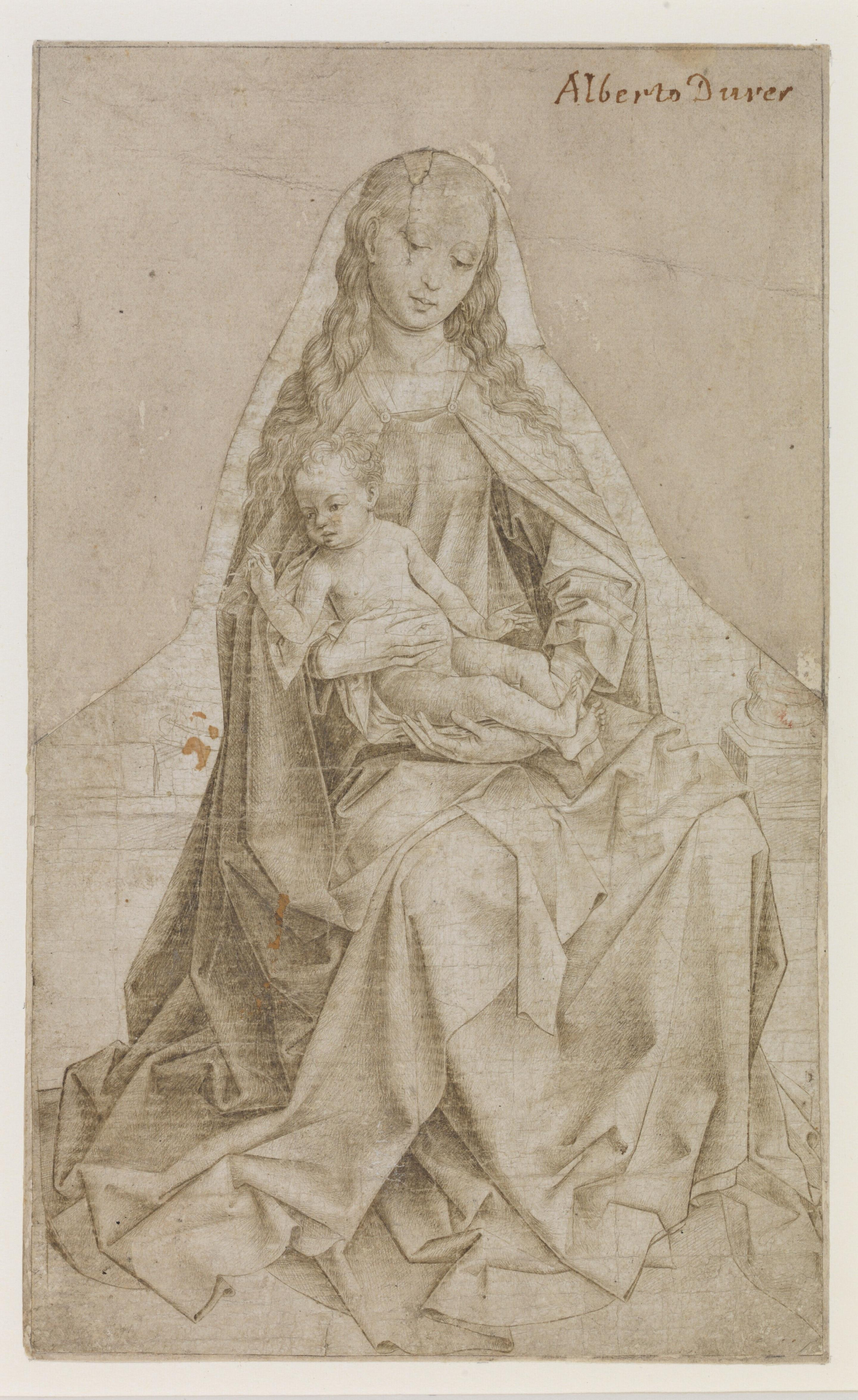
Atelier Rogier van der Weyden (?), Madonna met zegenend Christuskind, ca. 1440-1450, Museum Boijmans Van Beuningen, Rotterdam

De Lucas-Madonna is door meerdere kunstenaars nagevolgd in allerlei variaties, onder meer door Dieric Bouts en Hugo van der Goes. Het Louvre in Parijs bezit een tapijt dat op het schilderij is gebaseerd. Sommige navolgers beperkten zich tot de groep met Maria en Kind, zoals op de schilderijen in Brussel, het Fogg Art Museum en het Metropolitan Museum of Art.
Er heeft ook een andere Madonna met Kind van Rogier van der Weyden bestaan die veel leek op die van de Lucas-Madonna. Het schilderij is verloren gegaan, maar het is bekend van kopieën. Een tekening van deze Madonna in Museum Boijmans Van Beuningen wordt vaak beschouwd als een eigenhandig werk, maar het is waarschijnlijk een goede kopie naar het schilderij, die als werktekening in het atelier werd bewaard. Ook deze Madonna is door latere kunstenaars in de 15e en 16e eeuw vaak nagevolgd. Erwin Panofsky identificeerde dit werk met de verdwenen Brusselse Karmelieten-Madonna die Rogier in 1446 maakte en die tijdens de Beeldenstorm zwaar werd beschadigd.

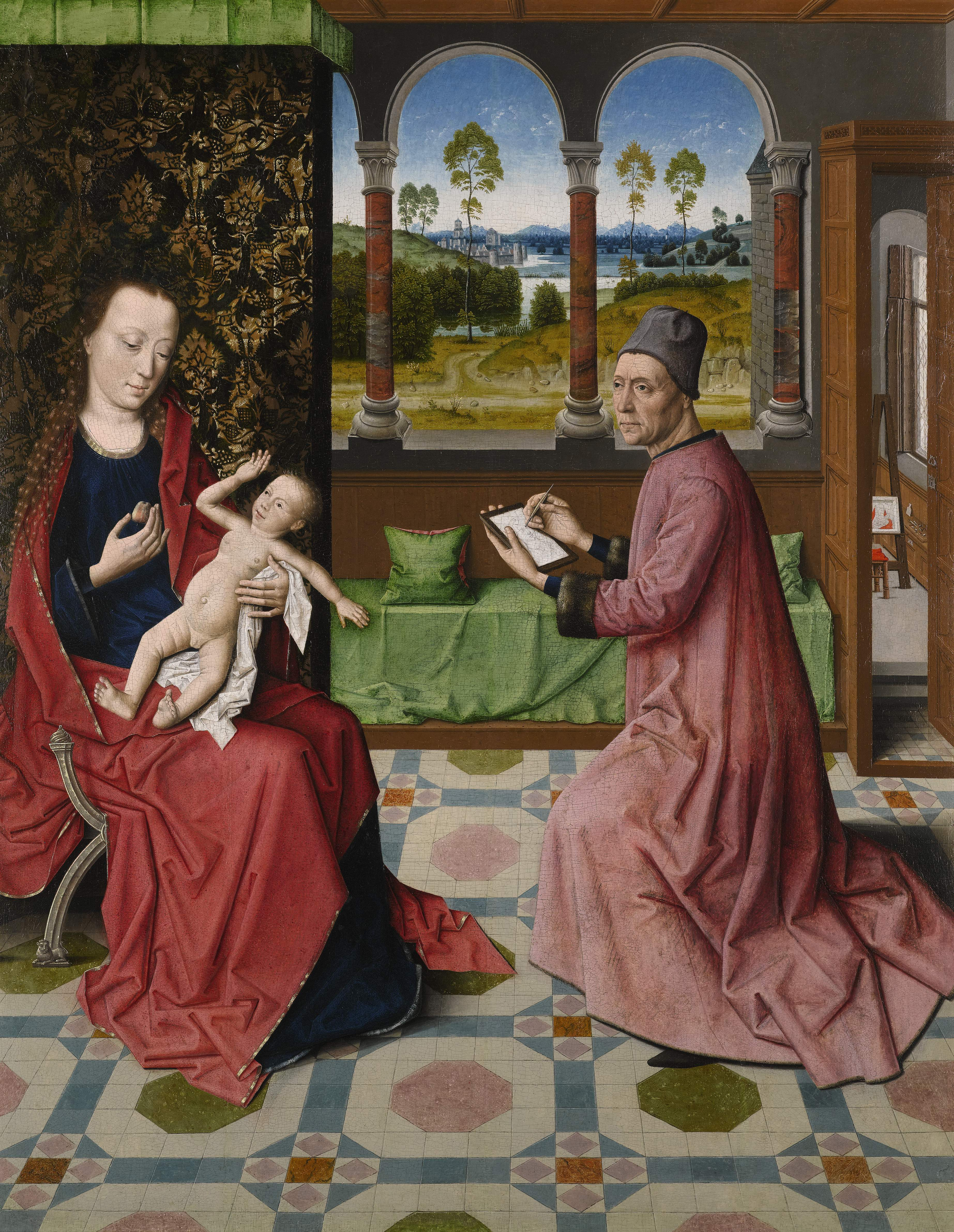
Omgeving Dieric Bouts, De heilige Lucas tekent de Madonna, Bowes Museum (bij Barnard Castle), County Durham
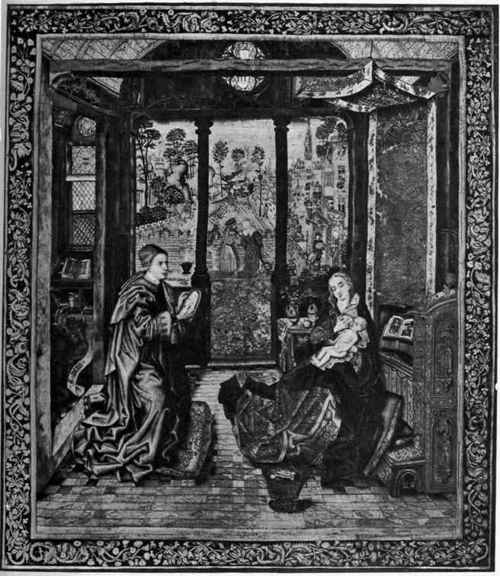
Brussels atelier naar Rogier van der Weyden, ca. 1490-1500, Louvre, Parijs
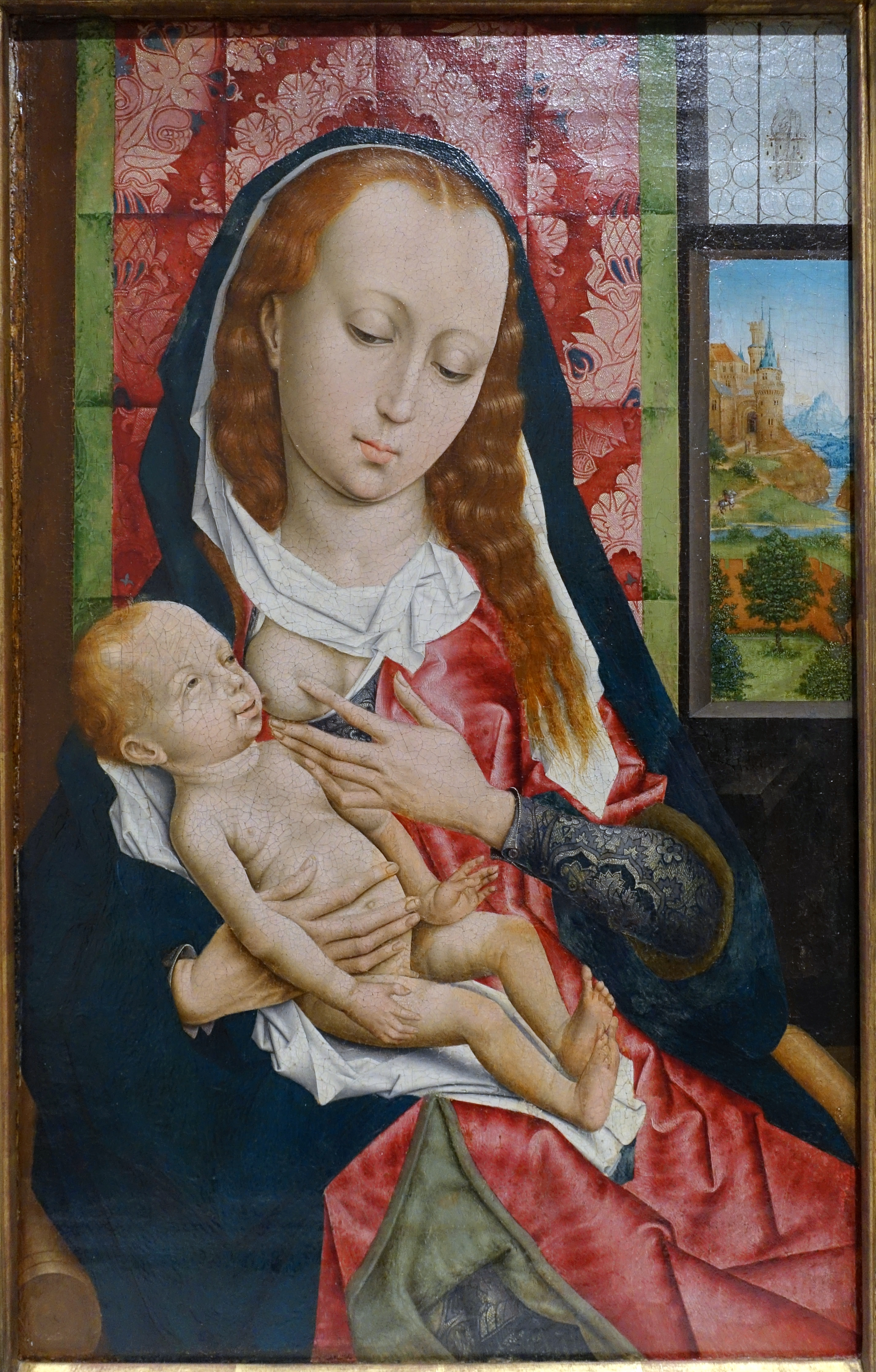
Navolger van Rogier van der Weyden, Maria met Kind, ca. 1480, Fogg Art Museum, Cambridge (Massachusetts)
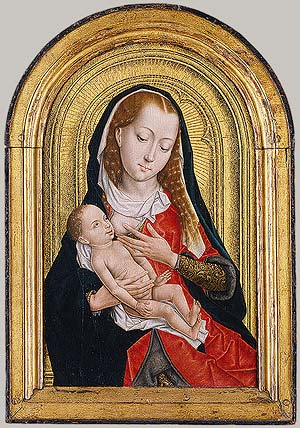
Meester van de Ursulalegende, Maria met Kind, eind 15e eeuw, Metropolitan Museum of Art, New York